# Ziyavudin Magomedov
Ziyavudín Gadzhíevich Magomédov (en ruso: Зиявуди́н Гаджи́евич Магоме́дов; Majachkalá, 25 de septiembre de 1968) es un magnate empresarial ruso, avar daguestaní, y el dueño principal de la compañía de inversión privada del Grupo Summa con inversiones en puertos, ingeniería, construcción, telecomunicaciones, petróleo y gas. La revista Forbes en 2018 lo situó en el puesto 76 de los millonarios de Rusia.

## Biografía
Ziyavudín Magomédov nació en 1968 en Majachkalá, Daguestán. En 1993, se graduó en la Facultad de Economía de la Universidad Estatal de Moscú. Magomédov estaba considerado en 2011 la 41.ª persona más rica en Rusia según la lista de la Revista de Finanzas, con una fortuna estimada de 3 mil millones de dólares estadounidenses. En 2018 la revista Forbes estimaba su fortuna en 1.250 millones de dólares y lo situaba en el puesto 76 de la lista de personas millonarias en Rusia.

## Carrera empresarial
De 1994 a 1998, fe Presidente de IFC - Interfinance. Fundó el grupo Summa Group, un conglomerado de empresas con intereses en logística portuaria, ingeniería, construcción, telecomunicaciones, petróleo y gas junto a su hermano Magomed Magomedov, antiguo miembro del Consejo de la Federación.
En 2006, "Summa Telecom" controlado por Magomédov recibió frecuencias en la banda de 2.5-2.7 GHz para el suministro de tecnología inalámbrica WiMax en toda Rusia. En 2007, Ziyavudín Magomédov ingresó en el consejo de administración del Teatro Bolshói. Desde octubre de 2010, es el presidente del consejo de administración de la Federación Rusa de Tenis. En 2010, se convirtió en el representante de Rusia en APEC y en 2012, presidente de ABAC, el Consejo Asesor Empresarial de APEC. En enero de 2011, Ziyavudín Magomédov junto a la empresa estatal de oleoductos "Transneft" adquirió la compañía Kadina Ltd, que poseía la mayoría (50.1%) en el puerto de Novorossíysk en 2011.
A fines de 2012, Summa compró una participación de control en Far Eastern Shipping Company.

## Detención
El 31 de marzo de 2018, el ministerio del Interior de Rusia informó de su detención junto con otros dos socios comerciales bajo sospecha de malversación de grandes sumas de dinero estatal. Magomédov fue detenido junto con su socio comercial y hermano, Magomed Magomédov, y Artur Maksídov, el jefe de una empresa del grupo Summa que participó en la construcción de un estadio de la Copa del Mundo de fútbol en el exclave ruso de Kaliningrado.

## Premios
- Orden de Honor (Rusia) (18 de abril de 2012)[5]
- Orden de la Amistad (Marcha 2010)